# Luis de la Puente Uceda
Luis Felipe de la Puente Uceda (Santiago de Chuco, 1 de abril de 1926-23 de octubre de 1965) fue un activista, político y guerrillero peruano fundador del Movimiento de Izquierda Revolucionaria. 

## Biografía
Hijo de Juan de Dios de la Puente Ganoza y de Rita Uceda Callirgos. En 1932 realizó estudios de nivel primaria en Santiago de Chuco. Posteriormente viajó a la ciudad  de Trujillo para realizar estudios secundarios en el Colegio Nacional San Juan de Trujillo y en el Instituto Moderno de Trujillo. En 1945 ingresó a la carrera de Derecho en la Universidad Nacional de Trujillo donde presidió el Centro Federado de Pre-Médica. Presentó en 1957 su tesis de Bachillerato «Hacia la Reforma Agraria en el Perú» a la Facultad de Derecho de la Universidad Nacional de Trujillo para luego recibirse de abogado.
Después de la muerte de su padre, su madre se casó con Carlos Augusto Gildemeister Prado, de la hacienda Casa Grande. Era sobrino político de Lucía Haya de la Torre, hermana de Víctor Raúl Haya de la Torre. Se casó con Carmela de la Puente Lozno, con quien tuvo dos hijos: Juan Ernesto y María Eugenia de la Puente de la Puente.[cita requerida]

### Militancia aprista
Fue militante desde la etapa escolar del Partido Aprista Peruano, siendo detenido por primera vez en 1944 por su participación política.En 1948, Luis de la Puente Uceda dirigió la toma de la Universidad Nacional de Trujillo, apoyando la rebelión aprista del Callao, pero siendo derrotado el levantamiento, fue detenido.En 1953, fue deportado por la dictadura del general Manuel Odría. En 1956 volvió al Perú pero fue apresado y encerrado en la Penitenciaria de Lima, con el ascenso de Manuel Prado Ugarteche y la posterior convivencia con el APRA, fue liberado.Reintegrado el partido a la legalidad, Puente Uceda era un reconocido dirigente aprista en Laredo,por ello, y por su posición en contra de la convivencia y la coalición que el APRA venía ejerciendo con las fuerzas conservadoras que sustentaban el segundo gobierno de Manuel Prado Ugarteche (1956-1962), fue expulsado del Partido Aprista Peruano junto a un puñado de militantes en 1959.A raíz de ello fundó el después conocido como APRA Rebelde, que según él representaba lo que el APRA fue en la década de los 30s. 

### Movimiento de Izquierda Revolucionaria (MIR)
De inspiración marxista-leninista, el APRA Rebelde pasó a llamarse Movimiento de Izquierda Revolucionaria (MIR).Siendo Luis de la Puente Uceda el máximo representante de esta organización. Posteriormente diversos personajes de izquierda fueron adhiriéndose al MIR.
Realizó numerosos viajes, entre ellos a China y a Cuba, ambas repúblicas socialistas. Asimismo, protestó nuevamente contra la coalición entre el APRA y la Unión Nacional Odriista (UNO) a principios de los años 1960. En esos años realizó una experiencia de reforma agraria con los campesinos de la hacienda Julcán (La Libertad).
Con entrenamiento militar recibido en Cuba, los militantes del MIR se decidieron a iniciar una lucha armada. En 1964, durante el primer gobierno de Fernando Belaúnde Terry se organizaron en tres frentes guerrilleros en Junín, Piura y Cusco. En los primeros meses de 1964, el gobierno envío a una columna policial al área de Mesa Pelada (Cusco) interrogando a los campesinos sobre el paradero de Luis de la Puente Uceda, pero al no recibir respuestas se replegaron.

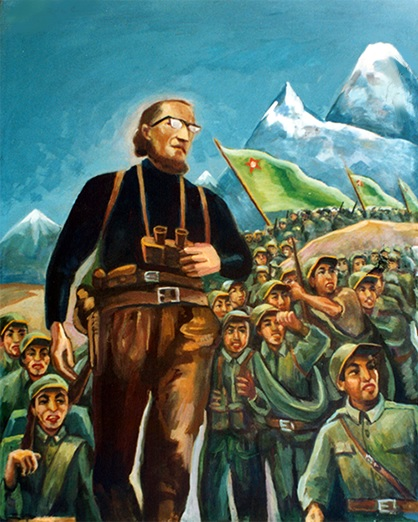
Pintura sobre Luis de la Puente Uceda y la revolución que llevaría a cabo.

Luis de la Puente Uceda falló en su objetivo de atraer el apoyo campesino indígena y de propagar un levantamiento general en la sierra central del Perú, de forma similar a como fracasaría después el Che Guevara en Bolivia. El 23 de octubre de 1965 murió a manos de las fuerzas gubernamentales que lo capturaron y descabezaron el MIR, cuya última resistencia fue aniquilada por el ejército pocas semanas después de la muerte del líder izquierdista. 
En septiembre del 2005, miembros de la revista Caretas descubrieron en Choquellohuanca, Cusco, la supuesta tumba del guerrillero. Al año siguiente se realizaron estudios forenses que confirmaron que el cadáver encontrado era de De la Puente.

## Legado
En los años posteriores, el pensamiento y accionar de Luis de la Puente Uceda sería reivindicado por el Movimiento Revolucionario Túpac Amaru (MRTA) como una de sus inspiraciones, llegando el MRTA  a realizar diversas acciones terroristas por el aniversario de su muerte y bautizando una de sus "escuadras de combate" con su nombre.

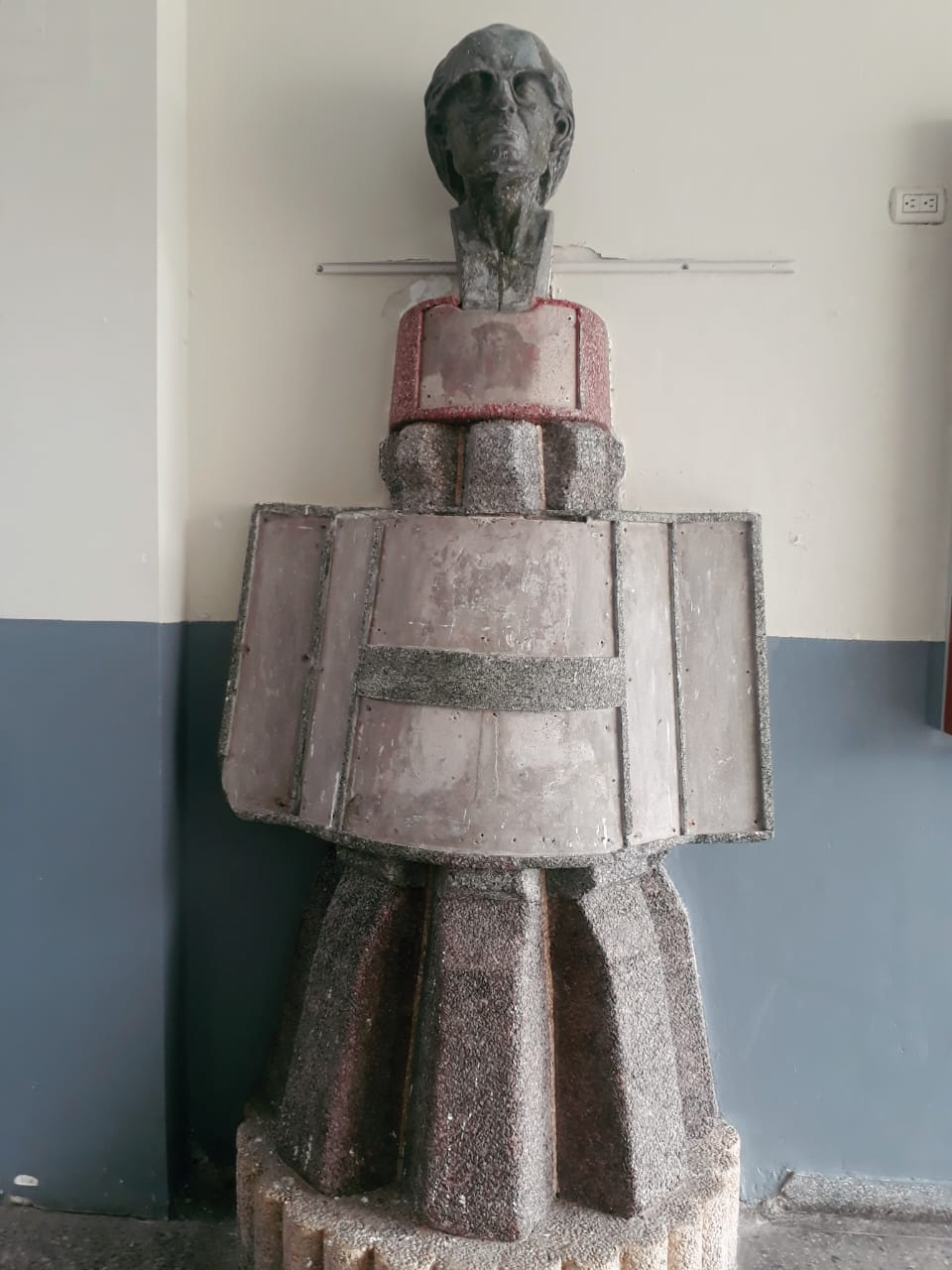
Busto en la UNMSM.

Cada año se realiza una romería en su memoria en el sector de Mesa Pelada – Choquellohuanca, distrito de Huayopata, provincia de La Convención (Cusco), donde se presume fueron enterrados sus restos, en el mismo lugar se halla una estatua de Luis de la Puente Uceda en su etapa de guerrillero.Posee un busto en la Universidad Nacional Mayor de San Marcos.
En 2009, el Gobierno Regional de La Libertad realizó en la provincia de Julcán una ceremonia en homenaje a Luis de la Puente Uceda.

## Obras
- Nuestra posición (1964)
- La revolución peruana (1964)[14]